# Coimbatore (huyện)
Huyện Coimbatore là một huyện thuộc bang Tamil Nadu, Ấn Độ. Thủ phủ huyện Coimbatore đóng ở Coimbatore. Huyện Coimbatore có diện tích 7469 ki lô mét vuông. Đến thời điểm năm 2001, huyện Coimbatore có dân số 4224107 người.